# Perdedor afortunado
El término perdedor afortunado (lucky loser) se utiliza cuando, en eventos clasificatorios generalmente deportivos, se clasifica un perdedor debido a la renuncia de algún otro clasificado. Por ejemplo, en caso de que un jugador abandone un torneo de tenis o un equipo un campeonato de fútbol, es reemplazado por un lucky loser.
Uno de los casos más emblemáticos fue el de la selección de fútbol de Dinamarca durante la Eurocopa 1992. Debido a los sucesos de la Guerra de los Balcanes, Yugoslavia fue expulsada de dicho torneo y la reemplazó la selección danesa, eliminada durante la etapa clasificatoria. Dinamarca participó en el torneo celebrado en Suecia y finalmente lo ganó.

## Ejemplos de perdedor afortunado en fútbol
- Dinamarca gana la Eurocopa 1992 después de haber reemplazado a Yugoslavia.
- Gales, después de ser eliminado para la Copa Mundial de Fútbol de 1958, debe enfrentarse a Israel después de que todos los oponentes de este último renunciaran. Finalmente, el conjunto británico es el que logra clasificarse.
- Laos se clasifica para la segunda ronda de las eliminatorias para el Mundial de 2006.
- El Envigado FC alcanza la semifinal de la Copa Colombia 2008.
- El Deportivo Pasto alcanza la semifinal de la Copa Colombia 2009 y queda subcampeón.
- El APOEL FC (Chipre) entra en la fase de grupos de la UEFA Europa League 2013-14.
- El Club Atlético de Madrid, se proclamó en  1974 campeón de la Copa Intercontinental después de que el Bayern de Múnich, campeón de la Copa de Campeones de Europa 1973-74, renunciara a participar en el torneo. Es el único equipo europeo que tiene dicho título sin haberse proclamado campeón de Europa.[2]

## Tenis
En el tenis, el término se aplica a un jugador que pierde en la ronda de clasificación final de un torneo, pero que, debido a la ausencia de un jugador en el cuadro principal, toma su lugar en este.
Al finalizar la última ronda clasificatoria del torneo se ordenan todos los perdedores de acuerdo a su ranking. De esta manera, en caso de que algún jugador se retire del cuadro principal entrará en su lugar aquel perdedor que esté mejor situado.
Debido a lo ocurrido en Wimbledon 2005 (Justin Gimelstob no pensaba jugar el último partido de clasificación, pero se presentó y retiró tras el primer game para obtener un puesto de lucky loser) se decidió cambiar la regla para los cuatro torneos del Grand Slam: en estos los puestos de lucky loser se sortean entre los cuatro mejores perdedores.